# Chatelaine
Chatelaine é uma revista canadense em inglês sobre o estilo de vida das mulheres. Tanto Chatelaine como sua versão em língua francesa, Châtelaine, são publicadas mensalmente pela Rogers Media, Inc., uma divisão da Rogers Communications.